# 234 Barbara
234 Barbara este un asteroid din centura principală, descoperit pe 12 august 1883, de Christian Peters.